# David Gail
David Gilbert Gail (ur. 24 lutego 1965 w Tampa, na Florydzie, zm. 16 stycznia 2024) – amerykański aktor.

## Wczesne lata
Urodził się w Tampa na Florydzie. Miał siostrę Katie, która została pielęgniarką. Był leworęczny. Trenował karate w szkole średniej, kolarstwo górskie i wspinaczkę skałkową. Rywalizował w turniejach US Open Karate i był zapalonym piłkarzem. Studiował na wydziale inżynierii na University of Florida. 
Jako nastolatek zainteresował się teatrem. Jego pierwsze duże przesłuchanie w okolicach Miami do sztuki Neila Simona Głupcy zapewniło mu główną rolę. Brał prywatne lekcje śpiewu i pomagał budować scenografię do takich przedstawień jak Tramwaj zwany pożądaniem czy Moonstar. Pracując na pełny etat jako menedżer ds. marketingu, zdecydował się porzucić pracę i przenieść się do Los Angeles, aby rozpocząć karierę aktora telewizyjnego.

## Kariera
Był modelem, zanim trafił na mały ekran w sitcomie familijnym ABC Dzieciaki, kłopoty i my (Growing Pains, 1990) u boku Kirka Camerona. Następnie pojawił się gościnnie w sitcomie ABC Doogie Howser, lekarz medycyny (Doogie Howser, M.D, 1991), serialu NBC Okrągły stół (The Round Table, 1992) i serialu CBS Napisała: Morderstwo (Murder, She Wrote, 1993). Przełom w jego karierze nastąpił, gdy został obsadzony w roli Stuarta Carsona, ukochanego Brendy Walsh (Shannen Doherty) w operze mydlanej dla młodzieży Fox Beverly Hills, 90210 (1991–1994). Następnie wystąpił w roli Deana Collinsa w operze mydlanej Aarona Spellinga Savannah (1996).
W lipcu 1999 zastąpił Michaela Dietza i przyjął rolę lekarza Joego Scanlony w operze mydlanej ABC Port Charles (1999–2000). Można go było potem dostrzec w serialach NBC: Ostry dyżur (ER, 2002) i JAG – Wojskowe Biuro Śledcze (JAG, 2003).

## Śmierć
Zmarł 16 stycznia 2024 w wieku 58 lat z powodu anoksycznej encefalopatii niedokrwiennej. To uszkodzenie mózgu spowodowane brakiem przepływu krwi. Śmierć nastąpiła po nieudanej resuscytacji. Doznał zatrzymania akcji serca i na kilka dni przed śmiercią był podłączony do aparatury podtrzymującej życie. Pośrednią przyczyną zgonu była intoksykacja organizmu amfetaminą, kokainą, etanolem i fentanylem.

## Filmografia

### Filmy
- 1993: Pełne zaćmienie (Full Eclipse) jako pierwszy szaleniec
- 1997: Tragiczny rejs (Two Came Back) jako Matt
- 1998: Jakaś dziewczyna (Some Girl) jako Mitchell
- 2002: Bending All The Rules jako Martin
- 2004: Śledztwo hollywoodzkiej mamy (The Hollywood Mom’s Mystery) jako Justin Caffrey
- 2007: Piękna i Bestia (The Belly of the Beast)

### Seriale
- 1990: Dzieciaki, kłopoty i my (Growing Pains) jako Norman
- 1991: Doogie Howser, lekarz medycyny (Doogie Howser, M.D) jako Ian Samuels
- 1991-94: Beverly Hills, 90210 jako Stuart Carson
- 1992: Okrągły stół (The Round Table) jako Danny Burke
- 1993: Matlock jako Mike Rydell
- 1993: Napisała: Morderstwo (Murder, She Wrote) jako Monroe Shepard
- 1994-95: Łobuzy Robina (Robin's Hoods) jako Eddie Bartlett
- 1996: Savannah jako Dean Collins
- 1999–2000: Port Charles jako dr Joseph Parnell 'Joe' Scanlon
- 2001: V.I.P. jako Roberto 'Bobby' Perez
- 2002: Ostry dyżur (ER) jako sierżant Andrews
- 2003: JAG – Wojskowe Biuro Śledcze (JAG) jako porucznik komandor John Bartell